# إدي مايو
إدي مايو (بالإنجليزية: Eddie Mayo)‏ هو لاعب كرة قاعدة أمريكي، ولد في 15 أبريل 1910 في هوليوك في الولايات المتحدة، وتوفي في 27 نوفمبر 2006 في بانينغ في الولايات المتحدة.

## وصلات خارجية
- إدي مايو على موقعبيزبول رفرنس.كوم (الدوري الرئيسي) (الإنجليزية)
- إدي مايو على موقعبيزبول رفرنس.كوم (الدوري الثانوي) (الإنجليزية)